# Bistrica ob Sotli
Bistrica ob Sotli (deutsch Feistritz am Sattelbach) ist der Hauptort der Gemeinde Bistrica ob Sotli im südöstlichen Slowenien. Er liegt in der historischen Region Untersteiermark und heutigen statistischen Region Posavska an der kroatischen Grenze.

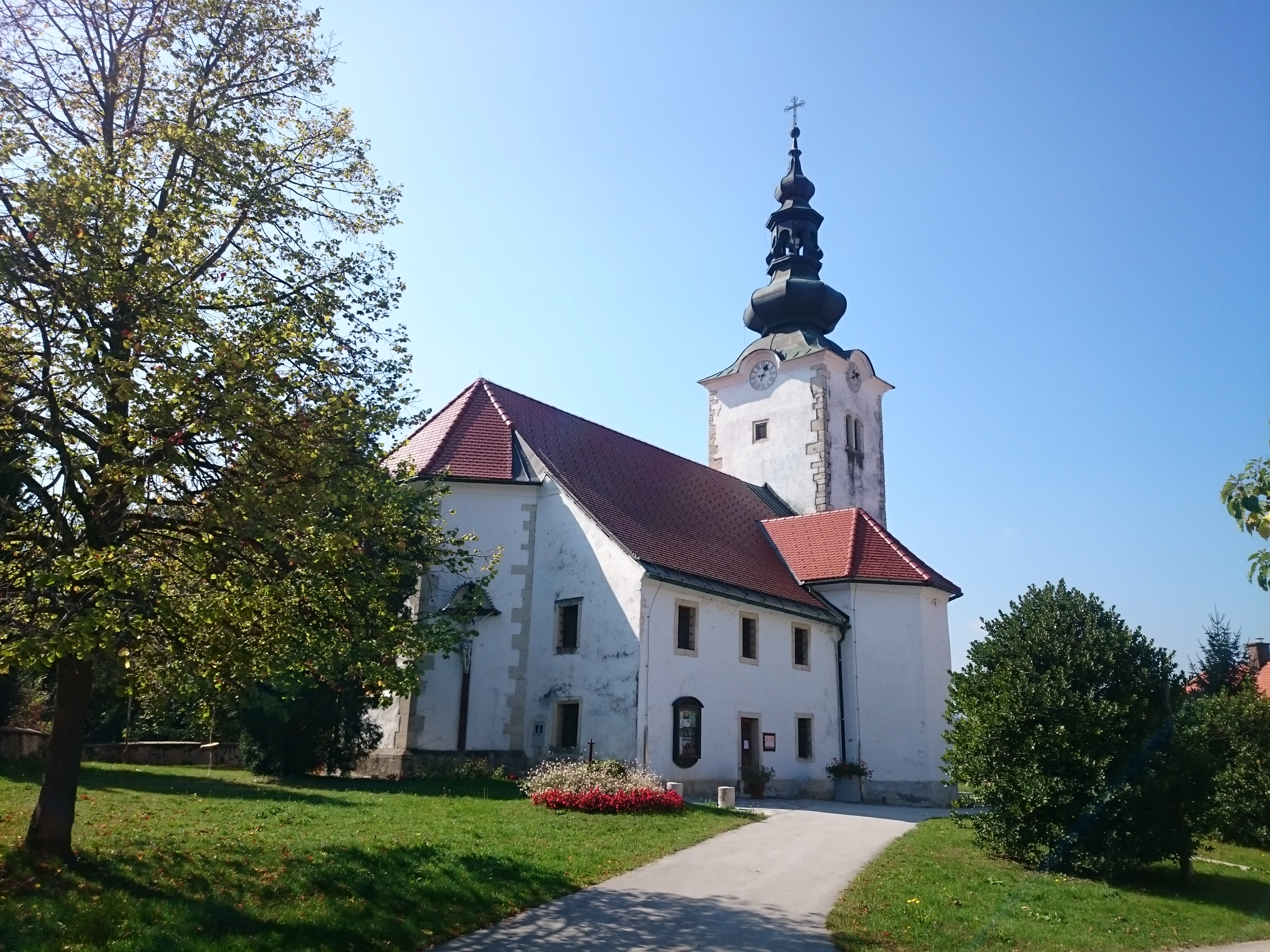
Pfarrkirche St. Peter

## Geschichte
Die Siedlung war im Mittelalter zunächst unter dem Namen Leskovec bekannt, später als Sveti Peter pod Svetimi Gorami (wörtlich: „Sankt Peter am Heiligen Berg“) – umgangssprachlich Šempeter 1952 wurde der Name in Bistrica ob Sotli (wörtlich: „Feistritz an der Sotla“) geändert. Der Name wurde auf der Grundlage des Gesetzes über Siedlungsnamen und Bezeichnungen von Plätzen, Straßen und Gebäuden aus dem Jahr 1948 geändert, und zwar als Teil der Bemühungen der kommunistischen Nachkriegsregierung Sloweniens, religiöse Elemente aus Toponymen zu entfernen.
Die deutschsprachige Bezeichnung während der Habsburger Monarchie war Sankt Peter bei Königsberg.
Zweiter Weltkrieg
Während des Zweiten Weltkriegs wurde der Ort als Teil des Ranner Dreiecks vorübergehend  Königsberg am Sattelbach genannt und für die Umsiedlung von Gottschee-Deutschen bestimmt.
Im Herbst 1941 wurde die einheimische Bevölkerung größtenteils vertrieben und Gottschee-Deutsche wurden hier angesiedelt.
In Bistrica ob Sotli wurden vier Massengräber aus der Zeit unmittelbar nach dem Zweiten Weltkrieg gefunden. Etwa 1.000 kroatische Flüchtlinge wurden im Mai 1945 an mehreren Orten in Bistrica ob Sotli ermordet.